# Marlyse Dormond Béguelin

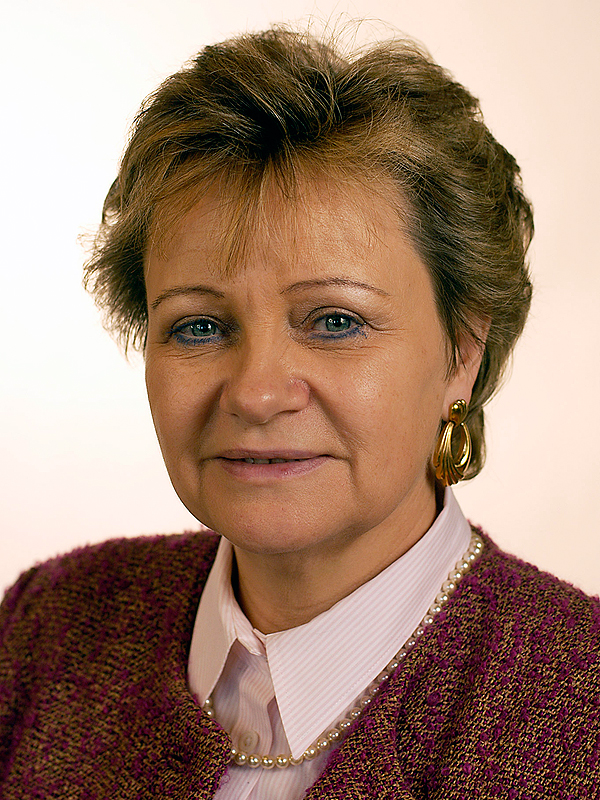
Marlyse Dormond Béguelin

Marlyse Dormond Béguelin  (* 31. Oktober 1949 in Vevey) ist eine ehemalige Schweizer Politikerin (SP).

## Leben
Ihre politische Laufbahn begann sie als Lokalpolitikerin in Aigle (conseillère communale 1982–1984). Im Waadtländer Kantonsparlament sass sie von 1994 bis 1999. Zwischen 1991 und 1995 leitete sie die SP des Kantons Waadt als Präsidentin.
Anschliessend war sie acht Jahre Nationalrätin (6. Dezember 1999 bis 2. Dezember 2007). Die Waadtländerin sass sechs Jahre in der Finanzkommission und zuvor zwei Jahre lang in der Kommission für Wissenschaft, Bildung und Kultur. Als Sozialversicherungsexpertin reichte sie im Parlament verschiedene Vorstösse zu Gesundheits- und Krankenversicherungsthemen ein.
2001 heiratete sie den damaligen SP-Ständerat Michel Béguelin.